# باك فلاورز
باك فلاورز (بالإنجليزية: Buck Flowers)‏ هو لاعب كرة قدم أمريكية أمريكي، ولد في 26 مارس 1899 في سمتر في الولايات المتحدة، وتوفي في 8 أبريل 1983 في برمنغهام في الولايات المتحدة.